# 데니스 밀러
데니스 밀러(Dennis Miller, 1953년 11월 3일 ~ )는 미국의 희극인, 배우, 텔레비전 진행자이다.

## 출연 작품
- 머더 1600